# Kielerbocht
De Kielerbocht (Duits: Kieler Bucht, Deens: Kiel Bugt) is een baai in het zuidwesten van de Oostzee, voor de kust van Sleeswijk-Holstein in Duitsland en de eilanden van Denemarken. De baai is verbonden met de Mecklenburgerbocht in het oosten, de Kleine Belt in het noordwesten en de Grote Belt in het noorden.
Maritiem verkeer dat de Oostzee binnenkomt of verlaat via de Grote of Kleine Belt moet de baai binnenvaren. Eenmaal binnen vaart het doorgaande verkeer naar de Oostzee door een andere zeestraat, de Fehmarnbelt, de Mecklenburgerbocht in, die uitkomt in de Oostzee. In de andere richting kan het verkeer noordwaarts varen door de Grote Belt, met Langeland aan bakboordzijde, of de Kieler Fjord binnenvaren en het Kielerkanaal rechtstreeks oversteken naar de monding van de Elbe en de Noordzee. De Kieler Fjord eindigt bij Kiel, de hoofdstad van Sleeswijk-Holstein.
Midden in de baai staat de vuurtoren van Kiel. Naast zijn rol als baken voor de scheepvaart herbergt het ook een loodsstation, een weerstation van de Deutscher Wetterdienst (DWD) en een meetstation van het Helmholtz Centrum voor Oceaanonderzoek Kiel (GEOMAR) en het Federaal Bureau voor Stralingsbescherming.

## Geografie
De zuidwestelijke oever van de baai is de kust van Sleeswijk-Holstein. Van deze laatste mondt de Schlei uit, eigenlijk een brakke riviermonding, aan de kop waarvan de stad ligt die ernaar vernoemd is, Sleeswijk. Aan die kust liggen ook twee andere kleinere baaien: de Baai van Eckernförde en de Flensburger Fjord. In het noorden liggen de Deense eilanden Als, Ærø en Langeland. In het oosten eindigt de baai bij het eiland Fehmarn, dat van Duitsland gescheiden wordt door de Fehmarnsund en van Denemarken door de Fehmarnbelt.

### Kieler Fjord
De Kieler Fjord strekt zich vanaf de baai naar het zuiden uit voor ongeveer 17 km met een breedte van 1 km op het smalste punt. De strategische ligging was niet verloren gegaan aan de stichters van Holstein, waarvan Kiel een belangrijke stad moest worden. Het werd een productieve scheepswerf, waardoor het een belangrijk doelwit werd van geallieerde bombardementen in de Tweede Wereldoorlog. Voordat Kiel in 1242 werd gesticht en er een ommuurde stad werd gebouwd, kon de regio niet ontsnappen aan bewoning, vooral door de Vikingen. Archeologische sporen van hen liggen echter onder de stad of zijn lang geleden verstoord.

### Baai van Eckernförde
De Baai van Eckernförde is ongeveer 16 km lang en draait bij de monding, met de zuidoever op ongeveer 10 km van de Kielerbocht. De grens met de Kieler Fjord ligt bij Bülk-vuurtoren. Het ooit beboste schiereiland tussen Kieler Fjord en de Baai van Eckernförde vormde in de Middeleeuwen het grensgebied tussen de Saksen en de Denen. Het werd het Dänischer Wohld genoemd. Ten noorden van de baai van Eckernförde ligt de regio Schwansen; aan het einde van de baai ligt de stad Eckernförde. In de baai zelf vonden de zeilevenementen plaats voor de Olympische Zomerspelen van 1936, die voornamelijk in Berlijn werden gehouden.

### Schlei
De 42 km lange Schlei vormt de grens tussen de historische regio's Angeln en Schwansen. In dit deel van de baai vonden de zeilwedstrijden plaats voor de Olympische Zomerspelen van 1972 die voornamelijk in München, Beieren, werden gehouden.

### Flensburger Fjord
De Flensburger Fjord is ongeveer 50 km lang. Het vormt een deel van de grens tussen Duitsland en Denemarken en markeert de noordgrens van Angeln.

## Galerij

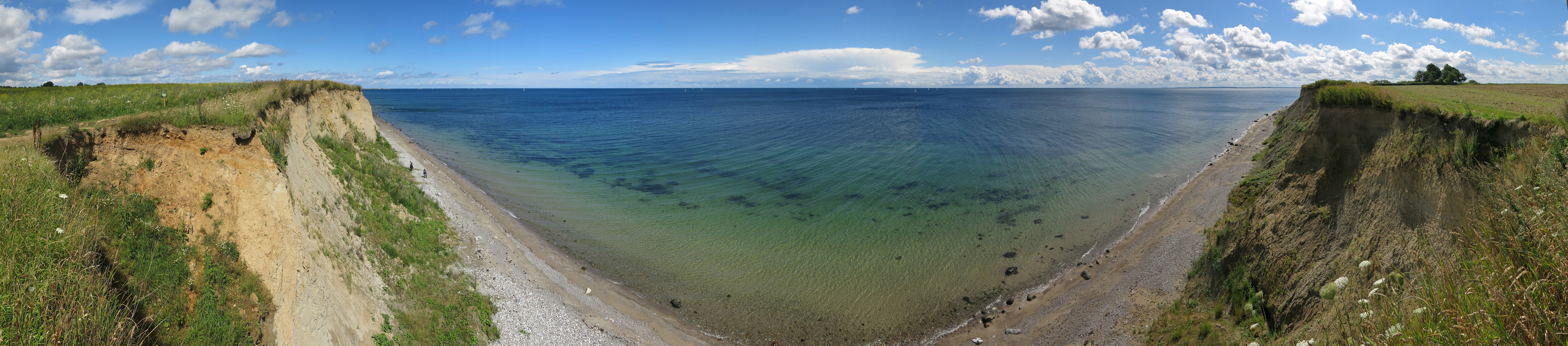
Zicht vanaf een klif bij Schönhagen over de Kielerbocht.
Zeekaart van de Kielerbocht uit 1906.